# 1710-1719
De jaren 1710-1719 (van de christelijke jaartelling) zijn een decennium in de 18e eeuw.

## Belangrijke gebeurtenissen

### Oorlogen

#### Grote Noordse Oorlog
- 1710-1711 : Russisch-Turkse Oorlog. De gevluchte koning Karel XII van Zweden krijgt steun van de Ottomanen.
- 1713 : Sint-Petersburg wordt de hoofdstad van het Russische Rijk.
- 1713-1714 : Grote Woede. De Russen verdrijven de Zweden uit Finland.
- 1714 : Karel XII van Zweden keert uit ballingschap terug.
- 1715 : Beleg van Stralsund. De Denen veroveren de stad.
- 1716-1718 : Noorweegse Campagne. Karel XII van Zweden valt Noorwegen binnen, maar sneuvelt. Hij wordt opgevolgd door zijn zus Ulrike.
- 1719 : De Zweedse diplomaat Georg Heinrich von Görtz wordt ter dood veroordeeld. De Grote Noordse Oorlog woedt verder.

#### Spaanse Successieoorlog
- 1710 : Slag bij Zaragoza. De Fransen verliezen tegen de geallieerden.
- 1711 : Slag bij Bouchain. Opnieuw verliezen de Fransen.
- 1712 : Slag bij Denain. Een beslissende overwinning voor de Fransen.
- 1713 - 11 april - De Vrede van Utrecht maakt een einde aan de Spaanse Successieoorlog (1702-1713) en wijst onder meer de Zuidelijke Nederlanden toe aan Oostenrijk (tot dan toe Spaans).
- 1713 : Victor Amadeus II van Savoy wordt koning van Sicilië.
- 1714 : Vrede van Rastatt en de Vrede van Baden. Filips van Bourbon, kleinzoon van Lodewijk XIV van Frankrijk wordt erkend als koning van Spanje.
- 1715 : Als Lodewijk XIV van Frankrijk overlijdt, is een vijfjarig kind erfgenaam van de troon. De oom van het kind Filips van Orleans wordt regent. Hij vervangt de ministers en stelt raden in. De parlementen krijgen oude bevoegdheden terug, zoals het remonstrantierecht. Maar al snel trekt de eerste minister kardinaal Dubois de stekker uit het democratiseringsproject.
- 1716 : Eugenius van Savoye wordt landvoogd van de Oostenrijkse Nederlanden.
- 1717 : Triple Alliantie. Er wordt een verbond gesloten om de Vrede van Utrecht te respecteren.
- 1718-1720 : Oorlog van het Viervoudig Verbond. Filips V van Spanje houdt zich niet aan de afspraak en lokt zo een oorlog uit.

### Heilig Roomse Rijk
- 1711 : Keizer Jozef I sterft, hij wordt opgevolgd door zijn broer Keizer Karel VI.
- 1711 : Vrede van Szatmár. Het Vorstendom Transsylvanië wordt een onderdeel van de Habsburgse monarchie.
- 1713 : Pragmatieke Sanctie. Keizer Karel VI maakt een pleidooi dat de Habsburgse troon kan worden geërfd door een vrouw, met name zijn dochter.

### Britse Rijk
- 1710 : De Tories komen aan de macht, met Robert Harley, graaf van Oxford, en Henry St John, burggraaf Bolingbroke. Zij ijveren voor vrede in de Spaanse Successieoorlog.
- 1714 : Koningin Anna van Engeland sterft zonder directe erfgenaam. De keurvorst van Hannover George is de kleinzoon van Elizabeth Stuart en wordt gekozen tot de nieuwe koning van Engeland, Schotland en Ierland.
- 1715-1716 : De halfbroer van Anna, James III is het hier niet mee eens valt Schotland binnen.

### Ottomaanse Rijk
- 1714-1718 : De achtste en laatste Ottomaans-Venetiaanse oorlog, resulteert in de herovering van Morea en van de laatste Venetiaanse steunpunten in de Egeïsche Zee door het Ottomaanse rijk.
- 1716-1718 : Oostenrijks-Turkse Oorlog. De Venetianen krijgen steun van de Habsburgers.
- 1717 : Beleg van Belgrado. De Ottomanen verliezen de stad aan Eugenius van Savoye.
- 1718 : Vrede van Passarowitz. Het Ottomaanse Rijk krijgt Morea samen met Kreta terug van Venetië. Het Koninkrijk Servië wordt een onderdeel van het Habsburgse Rijk.

### Lage Landen
- 1711 : Johan Willem Friso van Nassau-Dietz sterft, zijn pasgeboren zoon Willem IV van Oranje-Nassau wordt enkel door Friesland erkend. De andere gewesten erkennen hem niet als stadhouder.
- 1713 : Vrede van Utrecht. De Spaanse Nederlanden blijven Habsburgs en heten voortaan de Oostenrijkse Nederlanden.
- 1715 - 15 november - De Republiek en Oostenrijk sluiten te Antwerpen het Barrièreverdrag, waardoor de Republiek het recht krijgt soldaten te legeren in acht steden in de Zuidelijke Nederlanden. Een deel van Spaans Opper-Gelre wordt als een nieuw Generaliteitsland aan de Republiek der Zeven Verenigde Nederlanden toegevoegd: Staats-Opper-Gelre.
- 1716 : Alhoewel Eugenius van Savoye landvoogd is van de zuidelijke Nederlanden, worden de zaken waargenomen door markies van Prié. Hij legt nieuwe belastingen op aan de steden en stelt hun privileges in vraag. Dit leidt in het voorjaar van 1717  tot rellen in Gent, Antwerpen, Mechelen en Brussel.
- 1717 : Kerstvloed. De Noordzeekust wordt door een stormvloed geteisterd.
- 1719 : Frans Anneessens, de opstandige gildedeken, wordt ter dood veroordeeld.

### Wereldhandel en Koloniën
- 1710 - Op grond van de hopeloze verarming van de kolonie geeft de VOC Mauritius op, ditmaal voorgoed. Gouverneur van der Velde geeft opdracht het eiland te ontruimen.
- 1712-1718 : Kaapvaart vooral in het Caraïbische gebied. Bekende kaperkapiteins zijn de Franse kaperkapitein Jacques Cassard, kapitein Benjamin Hornigold met zijn schip Blackbeard is de eerste die het Caraïbische gebied onveilig maakt. Hornigold wil alleen Franse en Spaanse schepen aanvallen; zijn bemanning gaat er echter toe over om schepen van alle nationaliteiten te plunderen. De bemanning kiest in juni 1716 Samuel Bellamy tot kapitein. In de daarop volgende maanden hebben ze veel succes. In april 1717 vaart Bellamy met zijn schip naar Cape Cod, komt in een storm terecht en het schip vergaat.
- 1713 : Met de Vrede van Utrecht verkrijgt het Britse Rijk het recht op de asiento of de Trans-Atlantische slavenhandel. Nova Scotia en Newfoundland in Noord-Amerika worden Brits.
- 1713 : Bourbonhervormingen. Latijns-Amerika (behalve Brazilië) komt in het Huis Bourbon in de plaats van het Huis Habsburg.
- 1715 : Vanuit de hortus botanicus van Amsterdam worden stekken van de Coffea Arabica verstuurd naar de Jardin des plantes in Parijs en naar Suriname. Parijs stuurt een stek naar het Caribisch gebied.
- 1717 : Het Onderkoninkrijk Nieuw-Granada wordt gesplitst van het Onderkoninkrijk Peru.
- 1717 - De kolonie Groß-Friedrichsburg aan de Goudkust (het huidige Ghana) wordt door Frederik Willem I van koninkrijk Pruisen aan Nederland verkocht. Het blijft onder de naam Fort Hollandia Nederlands tot 1872.

### Godsdienst
- Paus Clemens XI schrijft de bul Unigenitus op aandrang van koning Lodewijk XIV van Frankrijk en enkele Franse bisschoppen en richt zich in het bijzonder tegen de stellingen van de jansenistische theoloog Pasquier Quesnel. De 101 stellingen uit diens Abregé de la morale de l'Evangile ou pensées chrestiennes sur le texte des quatre evangelistes, worden in de bul als ketters uitgelegd. De bul is onder de bisschoppen erg omstreden en verzwakt de positie van de paus. Het Parlement van Parijs weigert de bul te registreren, en de aartsbisschop van Parijs, Mgr. de Noailles verbiedt zijn priesters te bul af te kondigen. De krachtdadige actie van Lodewijk XIV (een plan voor een proces tegen Noailles; boze gesprekken met procureur d'Aguesseau) wordt onderbroken door de dood van de koning.

## Kunst en cultuur

De Nachtwacht na 1715

- Händel, vanaf 1710 kapelmeester in Hannover, vestigtt zich in 1712 in Londen, waar hij doorgaat met het componeren van Italiaanse opera's. In 1714 wordt hij hofcomponist, en het volgend jaar schrijft hij Watermusic voor een koninklijke boottocht op de Thames.
- 1715 - De Nachtwacht wordt overgebracht naar het Amsterdams stadhuis, waar het doek een beetje wordt ingekort. Drie mannen van de Compagnie van Banning Kocq vallen af.

<< · 1710 · 1711 · 1712 · 1713 · 1714 · 1715 · 1716 · 1717 · 1718 · 1719 · >>
<< · 1700-1709 · 1710-1719 · 1720-1729 · 1730-1739 · 1740-1749 · 1750-1759 · 1760-1769 · 1770-1779 · 1780-1789 · 1790-1799 · >>